# Wilhelm Körner
Wilhelm Körner, later ook bekend onder zijn Italiaanse naam Guglielmo Koerner, (Kassel, 20 april 1839 – Milaan, 29 maart 1925) was een Duits scheikundige.

## Biografie
Körner studeerde scheikundige aan de Universiteit van Giessen, waar hij in 1860 afstudeerde. In 1866 werd hij assistent van Friedrich Kekulé aan de Universiteit van Gent. Het jaar nadien verhuisde Kekulé naar Bonn en Körner trok naar Palermo, waar hij werkzaam werd in het laboratorium van Stanislao Cannizzaro. Daar bestudeerde hij aromatische en heteroaromatische verbindingen. Daarnaast was hij ook geïnteresseerd in plantkunde en bestudeerde een groot aantal aan planten onttrokken natuurproducten, waaronder resveratrol, asparaginezuur, fumaarzuur, vanillinezuur en verschillende alkaloïden. Voor zijn wetenschappelijk onderzoek naar aromatische verbindingen kreeg hij in 1900 de prestigieuze Davy-medaille.
In 1870 aanvaardde hij een leerstoel in de organische chemie aan de Scuola Superiore di Agricoltura van de Universiteit van Milaan. Daar bleef hij 52 jaar werkzaam tot hij in 1922 zijn leerstoel moest afstaan in verband met zijn verslechterde gezondheid. Drie jaar later stierf hij op 85-jarige leeftijd.

## Publicaties
- La determinazione del luogo chimico nei composti cosi detti aromatici (1868), Palermo
- Fatti per servire alla determinazione del luogo chimico nelle sostanze aromatiche (1869), Palermo: F. Lao
- Synthese d'une base isomere à la toluidine (1869), Palermo
- Studj sull'isomeria delle cosi dette sostanze aromatiche a sei atomi di carbonio, comunicazione dal laboratorio di chimica organica della Regia Scuola superiore di agricoltura in Milano (1874), Milaan: Scuola superiore di agricoltura
- Intorno a due acidi benzobisolforici ed ai loro rapporti con altri composti (1875), Presentata da Polli Giovanni, Milaan, Bernardoni,
- Die Grundzuge der ungarischen Sprache (1882), Berlijn, Weidmann
- Lezioni di Chimica organica (1887), Milaan
- Ricerche sulla composizione e costituzione della siringina, un glucoside della syringa vulgaris (1888), Milaan
- Uber die Bestimmung des chemischen Ortes bei den aromatischen Substanzen: vier Abhandlungen (1910), Leipzig, Engelmann
- Pubblicazioni raccolte ed ordinate in occasione del 50º anniversario della sua laurea (1910), Milaan
- L'industria chimica in Italia nel cinquantennio (1861-1910) (1911), Rome
- Dinitroderivati delle benzine metadialogenate (1913), Rome
- Paranitroaniline ortoalogenate e loro derivati (1913), Rome
- Benzine nitrosostituite ottenute dai corrispondenti aminoderivati (1914), Rome
- Il quinto trinitrotoluene ε e prodotti dinitroalogeno sostituti corrispondenti (1915), Rome
- Analisi qualitativa: Appunti presi alle Lezioni del prof. Guglielmo Koerner nel Regio Politecnico e nella Regia Scuola superiore di agricoltura di Milano nell'aa 1913-4 (1915), Varese
- Il sesto trinitro-toluene e prodotti dinitro-alogeno sostituiti corrispondenti (1916), Rome